# Мина Котуански
Вижте пояснителната страница за други личности с името Мина.
Свети великомъченик Мина Котуански е християнски светец, смятан за чудотворец. Смята се за покровител на семейството, както и за светец-воин. Празникът на свети великомъченик Мина, определен от Българската православна църква е на 11 ноември.

## Житие
Мина е египтянин и потомствен християнин. Служи във войската, разположена в Котуанската област, под началството на военачалника Фирмилиан през III – IV век. Впоследствие става отшелник. Мина е убит по време на Диоклециановите гонения, след като сам отива при местния управител и се провъзгласява за християнин и е измъчван по този повод. За място на погребението му се смята град Абу Мена, близо до Александрия в Египет, но също така като място на установяването на съхранение на мощите му, легендата за него сочи околността на кладенец, край бреговете на езерото Марют, известна като "Спирката на камилите", тъй като се твърди, че при опит да бъдат пренесени в Александрия от друго тяхно временно местонахождение камилата, на която били натоварени останките му се запряла на това място и не поискала на тръгне пак, както и всяка друга, на която ги прехвърляли, което се тълкува като станало по внушение свише.

## Обители и храмове на свети Мина в България
- Обрадовски манастир „Свети Мина“ край София, в който се намират смятаните за чудотворни икони на Свети Мина и на свети мъченик Фанурий (27 август);
- Църква „Свети Мина“ в Кюстендил;
- Църква „Свети Великомъченик Минà“ в Кюстендил
- „Свети Мина“ в село Старчево, Петричко
- Параклис „Свети Мина“ във Велико Търново

## Други
На свети Мина е наречена улица в квартал „Връбница-1“ в София (Карта).